# カシマスポーツセンター
カシマスポーツセンターは、茨城県鹿嶋市にあるスポーツ施設である。隣接して茨城県立カシマサッカースタジアムがある。

## 施設概要

### メインアリーナ
- アリーナ面積 - 2,046m2（57.8m×35.4m）
  - バスケットボール3面
  - バレーボール4面
  - バドミントン12面
  - 卓球20台
  - 柔道8面
  - 剣道8面
- 観客席2,002席

### サブアリーナ
- アリーナ面積 - 704m2
  - バスケットボール1面
- バレーボール1面
- バドミントン4面
- 卓球台5台

### 付属施設
- 柔道場 - 試合場2面
- 剣道場 - 試合場2面
- 弓道場
- 会議室
- トレーニングルーム

## 開催された主な競技会
Ｖリーグ公式試合、大相撲地方巡業が開催された。デビスカップアジア・オセアニアゾーン1回戦が2000年に開催された。また、女子バスケットボールのJX-ENEOSサンフラワーズがWリーグのホームゲームを開催することがある。

## アクセス
鉄道
- 鹿島臨海鉄道大洗鹿島線 鹿島サッカースタジアム駅（サッカー試合開催日のみ臨時停車）下車、徒歩5分。
- JR東日本鹿島線 鹿島神宮駅よりシャトルバス（サッカー試合日のみ）でスタジアム下車。

高速バス
- かしま号：東京駅よりカシマサッカースタジアム行きで「カシマサッカースタジアム」下車

自動車
- 東京方面から
  - 東関東自動車道潮来ICから県道101号経由、国道51号を鹿嶋方面へ。
- 水戸方面から
  - 国道51号を千葉方面へ。

## 周辺施設
- 茨城県立カシマサッカースタジアム
  - カシマサッカーミュージアム
  - カシマウェルネスプラザ
- 卜伝の郷運動公園